# Красноріченське (селище)
Красноріченське (до 1973 року — Кабаннє) — селище в Україні, адміністративний центр Красноріченської селищної громади Сватівського району Луганської області. Селище розташоване на річці Красній та на залізничній станції — Кабанне.

## Населення

### Мова
Розподіл населення за рідною мовою за даними перепису 2001 року:
| Мова            | Кількість | Відсоток |
| --------------- | --------- | -------- |
| українська      | 5007      | 93.05%   |
| російська       | 365       | 6.78%    |
| білоруська      | 2         | 0.04%    |
| румунська       | 2         | 0.04%    |
| інші/не вказали | 5         | 0.09%    |
| Усього          | 5381      | 100%     |

## Персоналії
- В Красноріченському проживав Герой Радянського Союзу Дачко Федір Терентійович (1923 — 1996)
- Тут народився Колоколов Олег Васильович (* 5 жовтня 1927 — 29 червня 2008, Дніпропетровськ) — український вчений, доктор технічних наук.
- Тут народився Баранник Дмитро Панасович (1905—1974) — радянський діяч, 1-й секретар Рубіжанського міськкому КП(б)У.